# Soroksár-Újtelep
Soroksár-Újtelep est un quartier situé dans le 23e arrondissement de Budapest. 